# Formicoxenus chamberlini
Formicoxenus chamberlini  (лат.) — вид муравьёв рода Formicoxenus трибы Crematogastrini (ранее в Formicoxenini) из подсемейства Myrmicinae (Formicidae).

## Распространение
Северная Америка: США.

## Описание
Мелкие желтоватого цвета муравьи размером 2-3 мм. Самцы бескрылые. Обитают в гнёздах более крупных муравьёв Manica mutica (род Manica).

## Таксономия и этимология
Вид был первоначально описан под названием Symmyrmica chamberlini Wheeler, W.M. 1904 (по рабочим, самкам и самцам из США). Назван в честь американского биолога Ральфа Чемберлина, собравшего типовую серию. В род Formicoxenus выделены позднее (Francoeur, Loiselle & Buschinger, 1985).

## Красная книга
Эти муравьи включены в «Красный список угрожаемых видов» (англ. IUCN Red List of Threatened Animals) международной Красной книги Всемирного союза охраны природы (The World Conservation Union, IUCN) в статусе Vulnerable D2 (таксоны в уязвимости или под угрозой исчезновения).